# 毛手宦蝦
毛手宦蝦（学名：Agononida pilosimanus）为鎧甲蝦科宦蝦属下的一个种。